# Žirovnica, Sevnica
Žirovnica este o localitate din comuna Sevnica, Slovenia, cu o populație de circa 34 de locuitori.